# Guy Mountfort
Guy Mountfort (Londres, 4 de desembre del 1905 – 24 d'abril del 2003) fou un ornitòleg i protector de la natura britànic.

## Biografia
És l'autor d'A Field Guide to the Birds of Britain and Europe (1954), il·lustrat per Roger Tory Peterson i, en el cas dels mapes de distribució, per Philip Hollom.
El 1961 participà en la creació del Fons Mundial per la Natura juntament amb Sir Julian Huxley, Sir Peter Markham Scott i Max Nicholson. El 1972 dugué a terme una campanya per salvar el tigre de Bengala i convencé Indira Gandhi perquè creés nou reserves per a la conservació de l'espècie i unes altres vuit al Nepal i Bangladesh.